# Coline Faulquier
Coline Faulquier, née le 10 mai 1989 à Nevers (Nièvre), est une chef cuisinière française. 
Son restaurant, Signature, à Marseille, a été étoilé Michelin de 2021 à sa fermeture, en 2025.
Elle a été finaliste de la saison 7 de Top Chef sur M6 en 2016. 

## Parcours
Coline Faulquier naît le 10 mai 1989 à Nevers et grandit à Cuzy, sur la commune de Cervon en Bourgogne. Sa mère Brigitte et sa grand-mère lui transmettent l'amour de la cuisine,. À l'âge de neuf ans, elle déménage avec sa mère près d'Avignon,. Elle passe un bac technologique Hôtellerie-Restauration à l'école hôtelière d'Avignon, et effectue des stages chez Christian Étienne à Avignon (1 étoile Michelin), à La Cabro d'or aux Baux-de-Provence et à la Palme d'Or (Hôtel Martinez) à Cannes. Elle part ensuite à Montpellier pour suivre un BTS Hôtellerie-restauration option B arts de la table. Elle fait son alternance chez Charles Fontès à La Réserve Rimbaud. Elle passe également un BCP en candidat libre.
Elle arrête sa formation BTS et monte à Paris suivre une préparation en alternance au restaurant Lasserre (deux étoiles Michelin) avec Jean-Louis Nomicos avant de suivre une formation supérieure Bachelor cuisine à l'école Ferrandi. Elle effectue ses stages chez Olivier Nasti, meilleur ouvrier de France puis chez Éric Frechon au restaurant du Bristol. Elle est diplômée en mars 2011 et travaille encore un an avec Éric Fréchon. Elle croise la route de Naoëlle d’Hainaut, qu'elle verra à la télévision gagner la saison 4 de Top Chef en 2013.
En janvier 2012, elle quitte Paris pour le sud et travaille chez Christophe Bacquié, au Montecristo, restaurant deux étoiles de l'hôtel du Castellet. En 2013, elle a un fils, Enzo, et se met à son compte comme chef à domicile pour pouvoir élever son fils.
En 2015, elle participe à la saison 7 de Top Chef. Elle commence timidement mais s'affirme progressivement. Elle gagne notamment l'épreuve de Michel Guérard (8e semaine) et celle de Pierre Gagnaire (10e semaine) puis accède en finale. L'enregistrement a lieu à l'automne 2015 et en janvier 2016 pour la finale, où elle s'incline devant Xavier Pincemin le score le plus serré du concours à ce jour (52,5 % contre 47,5 %) malgré les voix des 4 chefs du jury. L'émission est diffusée du 25 janvier au 8 avril 2016 sur M6.
Début 2016, pendant la diffusion de Top Chef, elle ouvre un restaurant avec son compagnon Julien Costa, La Pergola à Marseille. Elle y travaille pendant deux ans et demi. En 2017, elle est distinguée Jeune Talent par le Gault & Millau.
En 2019, avec l'appui de Michel Sarran, Coline Faulquier ouvre seule son propre restaurant Signature, deux toques au Gault & Millau. Elle s'entoure d'une équipe en partie féminine. La même année, elle obtient le prix «Tremplins» du magazine Le Chef.
En février 2020, Coline Faulquier est le sujet d'un épisode d'A la Table des Top Chefs, mis en ligne sur le service 6Play. Elle participe avec Victor Mercier à un épisode de Top Chef, les grands duels diffusée sur M6 le 4 mars 2020.
En janvier 2021, son restaurant obtient une étoile dans le guide rouge Michelin tandis qu'elle est récompensée du « Young Chef Award 2021 »,.
En février 2025, elle ferme son restaurant pour reprendre l’ancien restaurant L’Épuisette, près du vallon des Auffes, dans le 7e arrondissement de Marseille. Le restaurant rouvre le 25 avril sous le nom Auffo.
Coline Faulquier qualifie sa cuisine de « gourmande, féminine », « ensoleillée, généreuse et précise ».

## Publication
- Coline Faulquier, chapitre Les choses changent, dans La cuisine de demain vue par 50 étoiles d’aujourd’hui (dirigé par Kilien Stengel), L'Harmattan, 2021